# Lobophytum ignotum
Lobophytum ignotum is een zachte koraalsoort uit de familie Alcyoniidae. De koraalsoort komt uit het geslacht Lobophytum. Lobophytum ignotum werd in 1956 voor het eerst wetenschappelijk beschreven door Tixier-Durivault. 